# 핀란드 국경경비대
국경경비대(핀란드어: Rajavartiolaitos 라야바르티올라이토스[*], 스웨덴어: Gränsbevakningsväsendet)는 핀란드의 국경보안을 책임지는 국방기관이다. 방위부가 아닌 내무부 소속으로서 준군사조직으로 분류된다. 산하에 경찰을 두고 이민문제에 대한 독립적 수사권이 있다. 

## 같이 보기
- 중앙형사경찰 (핀란드)
- 핀란드 경찰